# جکس کلسی
جکس کلسی (انگلیسی: Jack Kelsey; ۱۹ نوامبر ۱۹۲۹ – ۱۸ مارس ۱۹۹۲) بازیکن فوتبال اهل بریتانیا بود.
از باشگاه‌هایی که در آن بازی کرده‌است می‌توان به باشگاه فوتبال آرسنال اشاره کرد.
وی همچنین در تیم ملی فوتبال ولز بازی کرده‌است.